# Ars maior

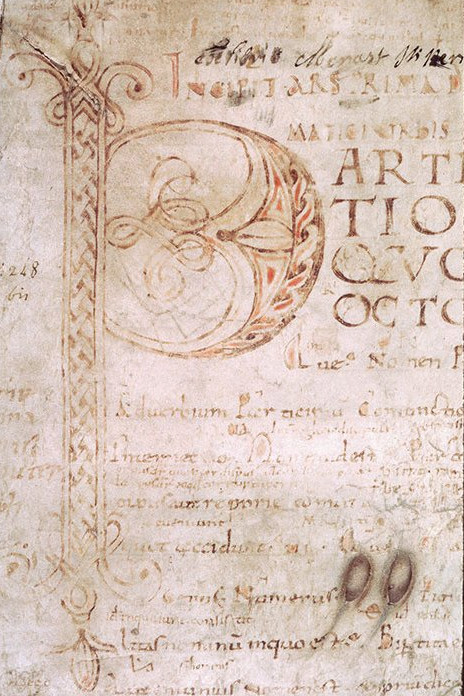
Początek drugiej księgi Ars maior Donata w rękopisie z XI wieku, z notami marginalnymi średniowiecznych czytelników

Ars maior („Sztuka większa”, „Podręcznik większy”) – druga część dzieła poświęconego gramatyce łacińskiej, napisanego w połowie IV wieku przez Eliusza Donata. Pierwsza część to Ars minor („Sztuka mniejsza”). Ars maior była od IV do XVIII wieku podręcznikiem do nauki języka łacińskiego. Używano jej powszechnie podczas nauki w trivium. W niektórych rękopisach i wydaniach występowała pod nazwą Ars Grammatica („Sztuka gramatyczna”), w innych ten tytuł odnosił się do całego zbioru dzieł Donata, składającego się z Ars minor i Ars maior.

## Zawartość
Ars maior składa się z trzech ksiąg. W księdze pierwszej Donat omówił artykulację, litery, sylaby, stopy, akcenty i interpunkcję. Księgę drugą poświęcił częściom mowy. Rozszerzała one informacje zawarte w Ars minor. Pierwszy rozdział zawierał definicję, właściwości i odmianę rzeczowników, drugi przyimków, trzeci czasowników, czwarty przysłówków, piąty imiesłowów, szósty spójników, siódmy przyimków, ósmy wykrzykników. Trzecia księga omawiała barbaryzmy, solecyzmy, metalplazmy i inne dopuszczalne odchylenia od normy gramatycznej, a dalej figury mowy (schematy) oraz figury myśli (tropy).
Donat omawiał szereg pojęć, które współcześnie nie są obecne w gramatykach. Między innymi zaliczał do gramatyki metrykę – co było logiczne zważywszy, że objaśnianiem poezji zajmowali się gramatycy. Częściami gramatyki były też dla Donata na przykład rozważania o synonimach czy figurach retorycznych, ponieważ wiązały się z właściwym użyciem słów w zdaniu.
Barbaryzmy, według Donata, to nazwa błędów w słownictwie i wymowie przyniesionych przez barbarzyńców. Solecyzm polega na błędach w konstrukcji, jak na przykład użyciu inter nobis, zamiast inter nos. Metalplazm to odchylenie od normy gramatycznej, na którą mogą sobie pozwolić poeci z uwagi na wymogi formy metrycznej, czyli licentia poetica.
Wśród figur gramatycznych Donat wymienił między innymi litotes („niemało” zamiast „dużo”), metoniny („zdobyć laury” zamiast „zdobyć sławę”), synekdochę („po monecie od głowy” zamiast „po monecie od osoby”), anafory (powtórzenia na początku kolejnych zdań), homoioteleuton (podobieństwo zakończeń, np. „przybyłem, zobaczyłem, zwyciężyłem”).

## Znaczenie
Ars maior służyła do opanowania sztuki mówienia i pisania w języku łacińskim. Po wyuczeniu się na pamięć Ars minor uczeń przechodził do drugiego etapu kształcenia, czyli studiowania Ars maior. Kurs łaciny w ramach sztuk wyzwolonych na niej oparty składał się zazwyczaj z trzech poziomów, odpowiadających poszczególnym księgom Donata. Zniszczony wskutek użytkowania rękopis był nazywany „donatem” lub „donetem”, a słowo to oznaczało elementarz lub podstawowy podręcznik. Wpływ Ars maior na średniowieczne i XVI-XVII-wieczne piśmiennictwo łacińskie był decydujący, a językową poprawność poszczególnych utworów oceniano zazwyczaj na podstawie autorytetu Donata.

### Wydania dzieł Donata
- Donati ars grammatica. W: Grammatici Latini vol. IV. H. Keil (ed.). Lipsk: 1864, s. 367–402. [dostęp 2014-11-24]. (łac.). Pierwsze wydanie krytyczne Ars maior.
- Louis Holtz: Donat et la tradition de l’enseignement grammatical. Etude sur l’Ars de Donat et sa diffusion (IVe-IXe siècle) et édition critique. Paryż: CNRS, 1981. (fr. • łac.). Najnowsze wydanie krytyczne Ars maior z omówieniem i komentarzami.

### Literatura
- Clive Staples Lewis: Odrzucony obraz: wprowadzenie do literatury średniowiecznej i renesansowej. Kraków: Wydawnictwo Znak, 1995. (pol.).
- Ernst Robert Curtius: Literatura europejska i łacińskie średniowiecze. Kraków: Wydawnictwo Universitas, 1997. ISBN 83-7052-128-2. (pol.).
- Donatus. W: The Classical Tradition. Anthony Grafton, Glenn W. Most, Salvatore Settis (ed.). Harvard: Belknap Press of Harvard University Press, 2010, s. 281–282. ISBN 0-674-07227-8. (ang.).